# Ursina Haller
Ursina Haller (Zernez, 28 dicembre 1985) è un'ex snowboarder svizzera.

## Biografia
Specialista dell'halfpipe e del big air, ha esordito in Coppa del Mondo il 23 gennaio 2004 nell'halfpipe di Kreischberg (Austria) giungendo 14º. L'anno seguente conquista l'oro ai Mondiali juniores di Zermatt 2005 nel big air. Il 14 marzo 2010 sale per la prima volta sul podio di una gara di Coppa del Mondo, piazzandosi terza nell'halfpipe disputato sul tracciato italiano della Val Malenco.
Presente ai Mondiali di La Molina 2011,  si aggiudica l'argento nella stessa disciplina.

## Palmarès

### Mondiali
- 1 medaglia:
  - 1 argento (halfpipe a La Molina 2011)

### Mondiali juniores
- 1 medaglia:
  - 1 oro (big air a Zermatt 2005)

### Coppa del Mondo
- Miglior piazzamento nella Coppa del Mondo generale di freestyle: 7ª nel 2012
- Miglior piazzamento nella Coppa del Mondo di halfpipe: 7ª nel 2012
- 5 podi:
  - 1 secondo posto
  - 4 terzi posti